# 2010년 동계 올림픽 아제르바이잔 선수단
2010년 동계 올림픽 아제르바이잔 선수단은 캐나다 밴쿠버에서 개최된 2010년 동계 올림픽에 참가한 올림픽 아제르바이잔 선수단이다.

## 메달 집계

### 종목별 참가 선수 및 메달 집계

#### 종목별 메달 집계
| 종목        | 1 | 2 | 3 | 합계 |
| 알파인 스키 | 0 | 0 | 0 | 0    |
| 합계        | 0 | 0 | 0 | 0    |

#### 종목별 참가 선수
| 종목        | 참가 선수 | 1 | 2 | 3 | 메달 합계 |
| 알파인 스키 | 2         |   |   |   |           |
| 합계        | 2         | 0 | 0 | 0 | 0         |

## 종목별 성적

### 알파인 스키
| 선수                   | 종목        | 1차시기   | 2차시기   | 총계      | 순위      |
| ---------------------- | ----------- | --------- | --------- | --------- | --------- |
| 세드리크 노츠          | 남자 대회전 | 1:30.78   | 1:35.20   | 3:05.98   | 72        |
| 세드리크 노츠          | 남자 회전   | 완주 실패 | 완주 실패 | 완주 실패 | 완주 실패 |
| 가이아 바사니 안티바리 | 여자 대회전 | 1:30.82   | 1:26.05   | 2:56.87   | 57        |
| 가이아 바사니 안티바리 | 여자 회전   | 완주 실패 | 완주 실패 | 완주 실패 | 완주 실패 |

## 같이 보기
- 2010년 하계 청소년 올림픽 아제르바이잔 선수단